# William States Lee
William States Lee (* 28. Januar 1872 in Lancaster, South Carolina; † 24. März 1934 in Charlotte, North Carolina) war ein US-amerikanischer Elektroingenieur, der sich mit dem Tabak-Magnat James Buchanan Duke zusammentat und in Piedmont (South Carolina) ein großes Wasserkraftwerk errichtete. Neben Vizepräsident und Chefingenieur von Duke Power Co. war er auch Präsident und Chefingenieur der Piedmont und Northern Railway.
Siehe auch:
- Duke Energy